# Liste von Mühlen an der Kamenice (Elbe)

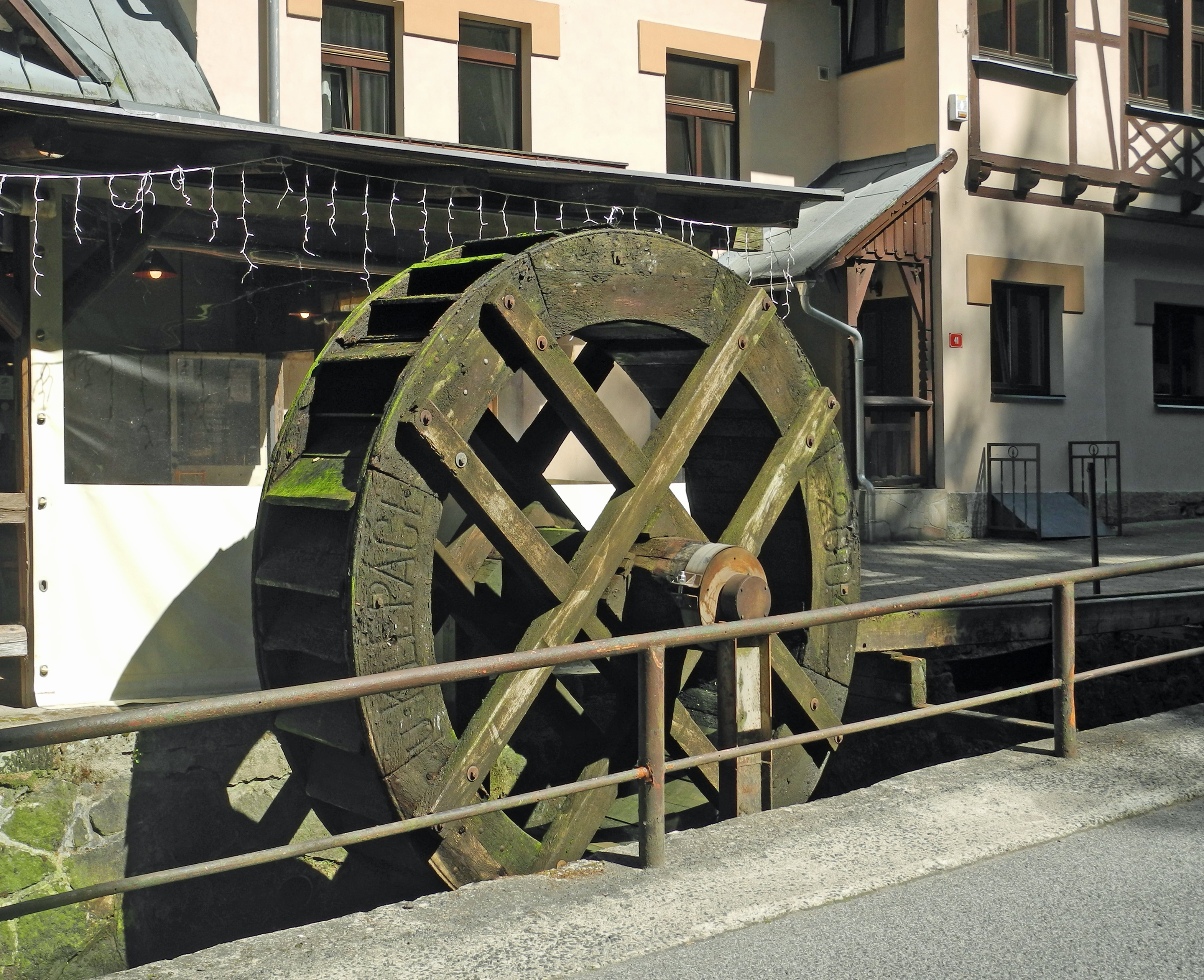
Mühlrad (2004) an der Klepáč-Mühle in Herrnskretschen (Hřensko)

Die Liste von Mühlen an der Kamenice gibt eine Übersicht über die historischen Wassermühlen an der Kamenice (deutsch: Kamnitz) und ihren Zuflüssen in der Böhmischen Schweiz unabhängig davon, ob sie noch existieren oder bereits verfallen und abgerissen sind. Es wurden über 40 Mühlenstandorte erfasst. Viele Mühlen existieren nicht mehr, einige sind umgebaut und dienen anderen Zwecken.

## Legende
- Lage: Ortsteil bzw. Gemarkung sowie Straßenname und Hausnummer. Der Link Standort führt zur Kartendarstellung.
- Objekt: Name der Mühle.
- Beschreibung: Angabe baulicher und geschichtlicher Einzelheiten, von Denkmaleigenschaften sowie ehemaligen Besitzern oder Bewohnern der Mühle.
- ÚSKP-Nr.: Mühlen, die unter Denkmalschutz stehen, werden hier eingetragen. Der Link Katalog führt zur tschechischen Denkmalliste. Ein ggf. vorhandenes Icon  führt zu den Angaben bei Wikidata.
- Bild: zeigt ein Bild der Mühle und gegebenenfalls einen Link zu weiteren Fotos.

## Liste von Mühlen an der Kamenice (Kamnitz)
Die Liste der ehemaligen Mühlen ist entsprechend der örtlichen Lage von der Quelle bis zur Mündung in die Elbe gegliedert.
| Lage                                     | Objekt                                          | Beschreibung | ÚSKP-Nr.                 | Bild                                            |
| ---------------------------------------- | ----------------------------------------------- | --- | ------------------------ | ----------------------------------------------- |
| Dolní Falknov 57 (Standort)              | Bendel-Mühle Nieder Falkenau                    | ehem. Bendelův mlýn Dolní Falknov, 1873 zum Sägewerk umgebaut |                          | BW                                              |
| Falknov 66 (Standort)                    | Neumühle Falkenau                               | ehem. Nový mlýn Falknov am Červený potok, erbaut 1762 von F. Endler, 1842 durch Brand zerstört, 1862 wurde ein Sägewerk errichtet, später eine Schleiferei, abgerissen (wüst) |                          | BW                                              |
| Falknov 117 (Standort)                   | Jarisch-Mühle Falkenau                          | ehem. Jarischův mlýn Falknov, nach 1945 stillgelegt, abgerissen (wüst) |                          | BW                                              |
| Falknov 74 (Standort)                    | Domassův Mühle Falkenau                         | ehem. Domassův mlýn Falknov, urspr. eine herrschaftliche Sägemühle, 1798 von Anton Münzel zur Getreidemühle umgebaut, späterer Besitzer war Franz Domass, später wurde auf dem Mühlengelände eine Zerspannungsanlage zur Herstellung von Holzwolle errichtet, jetzt steht dort ein Einfamilienhaus.                                           |                          | BW                                              |
| Kytlické Mlýny 66 (Standort)             | Mühle Hillemühl                                 | ehem. Mühle Kytlické Mlýny, später in eine Glasschleiferei umgewandelt |                          | BW                                              |
| Kytlické Mlýny 67 (Standort)             | Mühle Hillemühl                                 | ehem. Mühle Kytlické Mlýny, abgerissen (wüst) |                          | BW                                              |
| Kytlické Mlýny 81E (Standort)            | Mühle Hillemühl                                 | ehem. Mühle Kytlické Mlýny, ab 1930 als Glasschleiferei genutzt |                          | BW                                              |
| Kytlické Mlýny 12 (Standort)             | Mühle Hillemühl                                 | ehem. Getreidemühle Kytlické Mlýny am linken Ufer der Kamnitz, später als Glashütte zur Farbglasherstellung genutzt |                          | BW                                              |
| Kytlické Mlýny 14 (Standort)             | Mühle Hillemühl                                 | ehem. Mühle Kytlické Mlýny |                          | BW                                              |
| Kytlické Mlýny 29 (Standort)             | Eschler-Sägemühle Hillemühl                     | ehem. Eschler-Sägemühle Kytlické Mlýny am linken Ufer der Kamnitz, später auch Mahlmühle |                          | BW                                              |
| Kytlické Mlýny 19 (Standort)             | Mühle Hillemühl                                 | ehem. Mühle Kytlické Mlýny, abgerissen (wüst) |                          | BW                                              |
| Kytlické Mlýny 21 (Standort)             | Mühle Hillemühl                                 | ehem. Mühle Kytlické Mlýny, abgerissen (wüst) |                          | BW                                              |
| Kytlické Mlýny 8 (Standort)              | Mühle Hillemühl                                 | ehem. Mühle Kytlické Mlýny, das Mühlengebäude ist saniert und wird zu Erholungszwecken genutzt |                          | BW                                              |
| Kytlické Mlýny 3 (Standort)              | Mühle Hillemühl                                 | ehem. Mühle Kytlické Mlýny, Getreidemühle, später zur Glasschleiferei umgebaut, jetzt zu Erholungszwecken genutzt |                          | BW                                              |
| Kytlické Mlýny 1 (Standort)              | Mühle Hillemühl                                 | ehem. Mühle Kytlické Mlýny am rechten Ufer der Kamnitz, später in eine Glasschleiferei umgebaut, nach 1953 abgerissen (wüst) |                          | BW                                              |
| Česká Kamenice, Bezručova 444 (Standort) | Wiesenmühle Böhmisch Kamnitz                    | ehem. Mühle Česká Kamenice am Lískový potok, auf dem linken Ufer der Kamnitz, auf der linken Seite der Straße Nr. 263 von Česká Kamenice nach Chřibská, später Textilfabrik. |                          | BW                                              |
| Česká Kamenice, Lužická 42 (Standort)    | Obermühle Böhmisch Kamnitz                      | ehem. Obermühle Česká Kamenice steht am Zusammenfluss von Kamnitz und Preuschkauer Bach, später zur Glasschleiferei, danach zur Spinnerei Preidl umgebaut, jetzt von verschiedenen Unternehmen genutzt. |                          | BW                                              |
| Česká Kamenice, Mlýnská 147 (Standort)   | Standort der ehem. Mittelmühle Böhmisch Kamnitz | ehem. Mittelmühle Česká Kamenice am Mühlgraben, der quer durch die Stadt verlief, Mühlengebäude abgerissen und durch Wohnblock ersetzt |                          | Standort der ehem. Mittelmühle Böhmisch Kamnitz |
| Česká Kamenice, Mlýnská 39 (Standort)    | Niedermühle Böhmisch Kamnitz                    | ehem. Niedermühle Česká Kamenice, 1788 nach Brand neu errichtet, heutiges Gebäude (Wohnhaus) in der Denkmalschutzzone |                          | weitere Bilder                                  |
| Kamenická Nová Víska 10 (Standort)       | Lochmühle Kamnitz-Neudörfel                     | ehem. Lochmühle Kamenická Nová Víska an der Kamnitz im Rabsteiner Tal (Rabštejnské údolí) am Fluss Kamenice, nur noch Reste erhalten, 1860 zur Spinnerei umgebaut, verfallen (wüst) |                          | BW                                              |
| Janská 12 (Standort)                     | Mühle Johnsbach                                 | ehem. Mühle in Janská, später zum Sägewerk umgebaut, stand an der Straße von Česká Kamenice nach Srbska Kamenice, unweit der Mündung des Bílý potok in die Kamnitz |                          | BW                                              |
| Stará Oleška 3 (Standort)                | Mahlmühle Alt Ohlisch                           | ehem. Mahlmühle Stará Oleška am Olešnička-Bach unterhalb des Teiches |                          | BW                                              |
| Srbská Kamenice 171 (Standort)           | Wiesenmühle Windisch Kamnitz                    | ehem. Wiesenmühle Srbská Kamenice, später wurde hier eine Molkerei betrieben, abgerissen (wüst) |                          | BW                                              |
| Srbská Kamenice 18 (Standort)            | Michel-Mühle Windisch Kamnitz                   | ehem. Michelův mlýn Srbská Kamenice, aus der Mitte des 19. Jahrhunderts, jetzt zur Ruine verfallen |                          | BW                                              |
| Srbská Kamenice 49 (Standort)            | Mühle Windisch Kamnitz                          | ehem. Mühle Srbská Kamenice, später zum Sägewerk umgebaut, jetzt ist nur noch der Wohngebäude erhalten, sämtliche Betriebs- und Wirtschaftsgebäude wurden abgerissen. |                          | BW                                              |
| Srbská Kamenice 112 (Standort)           | Mühle Windisch Kamnitz                          | ehem. Mühle Srbská Kamenice, urspr. eine Bleicherei, später Baumwollspinnerei und als Sägemühle genutzt, nur das Wohnhaus ist erhalten. |                          | BW                                              |
| Srbská Kamenice 148 (Standort)           | Sägemühle Windisch Kamnitz                      | ehem. Sägemühle Srbská Kamenice, jetzt Campingplatz |                          | BW                                              |
| Jetřichovice 43/8 (Standort)             | Günter-Mühle Dittersbach                        | ehem. Günterův mlýn Jetřichovice an der Jetřichovická Bělá (Biele), am Rande des Dorfes am Anfang eines Felsentals gelegen, später in ein Restaurant und eine Pension umgewandelt. | Wikidata-Objekt anzeigen | weitere Bilder                                  |
| Kamenická Stráň 3 (Standort)             | Grundmühle Kamnitzleiten                        | ehem. Grundmühle - Dolský mlýn Kamenická Stráň, heute nur noch eine romantische Mühlenruine, barocker Umbau 1727, bekannt durch den Märchenfilm „Die stolze Prinzessin“ (1952), später als Ausflugslokal genutzt, nach 1945 verfallen, seit 2000 im Besitz der Verwaltung des Nationalparks Böhmische Schweiz, seit 2007 unter Denkmalschutz. | 102346 Info Katalog      | weitere Bilder                                  |
| Hřensko 41 (Standort)                    | Mühle Herrnskretschen                           | ehem. Mühle Klepáč Hřensko, seit Anfang des 20. Jahrhunderts als Ausflugslokal genutzt, jetzt Restaurant „Klepáč“ und Pension. | Wikidata-Objekt anzeigen | weitere Bilder                                  |
| Hřensko 42 (Standort)                    | Fischer-Mühle Herrnskretschen                   | ehem. Fischerův mlýn Hřensko, urspr. eine Mahlmühle am Eingang zur Edmundsklamm, das Gebäude wurde 2010 durch die Flut stark beschädigt und abgetragen. |                          | Fischer-Mühle Herrnskretschen                   |
| Hřensko, Suchá Kamenice (Standort)       | Dürrkamnitzmühle Herrnskretschen                | ehem. Dürrkamnitzmühle Herrnskretschen an der Suchá Kamenice, gezeichnet von Ludwig Richter, abgerissen (wüst) |                          | weitere Bilder                                  |

## Liste von Mühlen an der Chřibská Kamenice (Kreibitzbach)
Die Liste der ehemaligen Mühlen ist entsprechend der örtlichen Lage von der Quelle bis zur Mündung in die Kamenice gegliedert.
| Lage                                                     | Objekt                             | Beschreibung | ÚSKP-Nr.                  | Bild                      |
| -------------------------------------------------------- | ---------------------------------- | --- | ------------------------- | ------------------------- |
| Horní Chřibská 21 (Standort)                             | Kessler-Mühle Ober Kreibitz        | ehem. Kesslerův mlýn Horní Chřibská, später Fabrik von Anton Hampel, abgerissen (wüst) |                           | BW                        |
| Chřibská 23 (Standort)                                   | Kreibitzer Mühle                   | ehem. Kreibitzer Mühle auf der Südost-Seite des Stadtplatzes von Chřibská, jetzt eine Pension. |                           | BW                        |
| Dolní Chřibská 35 (Standort)                             | Horns Mühle Nieder Kreibitz        | ehem. Horns Gewürzmühle - Hornův mlýn Dolní Chřibská, um 1780 existierten zwei Sägewerke, seit 1884 Gewürzmühle Jos. Horn & Co., nach 1945 als Gewürzmühle und Verpackungsfirma weiter genutzt, erst 1961 erfolgte die Umstellung vom Wasserantrieb auf Elektroantrieb, 1980 wurde der Mühlenbetrieb eingestellt, jetzt nur noch eine Gewürzverpackungsanlage. | 30558/5-5030 Info Katalog | weitere Bilder            |
| Dolní Chřibská (Standort)                                | Sägemühle Nieder Kreibitz          | ehem. Brettmühle Dolní Chřibská, genaue Lage unklar |                           | Sägemühle Nieder Kreibitz |
| Dolní Chřibská (Standort)                                | Mühle Nieder Kreibitz              | ehem. Mühle Dolní Chřibská, später Weberei von Florian Hübel (Tkalcovna Floriana Hübela), jetzt ruinös. Technisches Denkmal, unter Denkmalschutz. Der zugehörige Mühlgraben verlief teilweise in einem Tunnel. | 13447/5-5429 Info Katalog | weitere Bilder            |
| Dolní Chřibská (Standort)                                | Mühle Nieder Kreibitz              | ehem. Kreibitzer Mühle und Sägewerk Dolní Chřibská, nach 1945 verfallen und abgerissen. Das Gebäude stand unter einem Felsen an der Straße von Chřibská nach Jetřichovice in der Ortschaft Na Potocích, um 1930 befand sich hier eine Mühle. Von dem Gebäude blieben zwei in den Fels gehauene Keller, eine vergrabene Auffahrt und ein gepflasterter Bereich übrig.                                                                                                |                           | Mühle Nieder Kreibitz     |
| Studený 2E, OT von Kunratice u České Kamenice (Standort) | Mühle Kaltenbach                   | ehem. Mühle Studeny am Studený potok, sie stand am Eingang des Dorfes an der Straße von Kunratice, abgerissen (wüst) |                           | BW                        |
| Jetřichovice 93, 94 (Standort)                           | Griesel-Mühle Dittersbach          | ehem. Grieselův mlýn in Jetřichovice – Griesel-Mühle Dittersbach (Paulinengrund) am Grieselteich (oder Paulinensee) am Anfang des Paulinentals, um 1900 umgebaut zur Garnspinnerei der Firma Müllers Erben in Schönlinde. Das Mühlengebäude und der Antrieb sind erhalten geblieben. | Wikidata-Objekt anzeigen  | weitere Bilder            |
| Všemily 56E (Standort)                                   | Hanke- oder Liebisch-Mühle Schemel | ehem. Hanke- oder Liebisch-Mühle Všemily. Mühle wurde von 1710 bis 1713 errichtet, die technische Ausstattung vor dem Ersten Weltkrieg modernisiert. Der Betrieb wurde auch nach der Verstaatlichung 1945 weitergeführt und erst in den 1950er Jahren eingestellt, jetzt Ferienhaus. Das Gebäude ist im Originalzustand erhalten, mit einer barocken Fassade, mit zwei verzierten Steinportalen und einem Teil der technischen Ausstattung, darunter ein Wasserrad. |                           | BW                        |
| Všemily 103 (Standort)                                   | Günther-Mühle Schemel              | ehem. Günther-Mühle Všemily, Besitzer zu Beginn des 20. Jahrhunderts war Raimond Günther. Aufgrund der großen Konkurrenz der nahe gelegenen Hanke-Liebisch-Mühle wurde der Betrieb der Mühle zwischen 1935 und 1941 eingestellt, 1994 privatisiert. Nach der Überschwemmung von 2010 wieder aufgebaut, dient sie jetzt als Wohnhaus. |                           | BW                        |
| Všemily, ev. 39 (Standort)                               | Sägemühle Schemel                  | ehem. Brettmühle Všemily, genaue Lage unklar |                           | Sägemühle Schemel         |

## Liste von Mühlen an weiteren Zuflüssen der Kamenice
Die Liste der ehemaligen Mühlen ist entsprechend der örtlichen Lage von der Quelle bis zur Mündung gegliedert.
| Mühlen am Pryskský potok (Preschkauer Bach)  |                              | |  |    |
| Prysk 74 (Standort)                          | Waldmühle Preschkau          | ehem. Waldmühle Prysk, eines der ältesten Gebäude im Dorf, jetzt ein Wochenendhaus. |  | BW |
| Prysk 135 (Standort)                         | Mündelmühle Preschkau        | ehem. Mündelmühle und Bäckerei Prysk, an der Grenze von Horní Prysk und Dolní Prysk. |  | BW |
| Prysk 72 (Standort)                          | Kühnel-Mühle Preschkau       | ehem. Kühnel-Mühle Prysk aus der zweiten Hälfte des 19. Jahrhunderts. |  | BW |
| Kamenický Šenov 108 (Standort)               | Mühle Steinschönau           | ehem. Mühle Kamenický Šenov am Šenovský potok (Schönauer Bach), urspr. eine barocke Mühle im unteren Teil des Ortes, abgerissen.                                                                         |  | BW |
| Prysk 41 (Standort)                          | Kittelmühle Preschkau        | ehem. Kittelmühle Prysk, urspr. eine Mahlmühle und Getreidemühle, abgerissen (wüst) |  | BW |
| Česká Kamenice, Lužická 74 (Standort)        | Papiermühle Böhmisch Kamnitz | ehem. Papiermühle Česká Kamenice, später Papierfabrik Asten-Dörfel, jetzt Papírna APIS, s.r.o., Česká Kamenice                                                                                           |  | BW |
| Mühlen am Bílý potok (Weißbach)              |                              | |  |    |
| Kunratice 108 (Standort)                     | Cunnersdorfer Mühle          | ehem. Kunratický mlýn, im südlichen Teil des Dorfes, neben der Straße von Česká Kamenice nach Chřibská. Das Mühlengebäude beherbergt das Gemeindeamt, die örtliche Bibliothek und das Bistro Starý mlýn. |  | BW |
| Filipov 44, OT von Česká Kamenice (Standort) | Mühle Philippsdorf           | ehem. Mühle Filipov, am linken Ufer des Weißbaches, an der Straße, die nach Filipovo führt, abgerissen (wüst).                                                                                           |  | BW |